# Bad Sneakers and a Piña Colada
Bad Sneakers and a Piña Colada är det andra albumet av hårdrocksbandet Hardcore Superstar, utgivet på våren 2000. 
När bandet bytte skivbolag från Gain till Music for Nations ville deras nya bolag släppa debutalbumet It's Only Rock 'N' Roll från 1998 internationellt, men bandet själva insisterade på att spela in ett nytt album som sin internationella debut. Detta berodde dels på att de hade fått Magnus "Adde" Andreasson som ny trummis och ville att han skulle spela på albumet, och dels på att de hunnit skriva nya låtar som Liberation och Have You Been Around. På grund av detta har It's Only Rock 'N' Roll ofta glömts bort i bandets albumkatalog och istället anges Bad Sneakers... som det första albumet.   
Someone Special blev bandets stora radiohit, med en topp-20-plats på Trackslistans årslista. I låtens musikvideo spelar Lasse Brandeby programledare i den fiktiva tv-showen "Kenny Fingers". Rollfiguren Kenny är i dålig form och såväl publiken som  är uttråkade och besvikna. Plötsligt träder dock Hardcore Superstar upp på scenen och förbyter de närvarandes besvikelse till intresse och eufori.
I musikvideon till Liberation spelar bandet örlogsofficerare på HMS Småland (J19) i Göteborgs hamn. Videon nominerades till en Grammis.
Albumtitel är tagen från Steely Dan-låten Bad Sneakers från 1975.

## Låtlista
1. Hello/Goodbye
2. You Will Never Know
3. Liberation
4. Have You Been Around
5. Punk Rock Song
6. Beat You Down
7. Rock 'N' Roll Star
8. Someone Special
9. Slide Song
10. Hey Now!!
11. Strapped
12. Bubblecum Ride
13. So Deep Inside